# Bohater Armenii
Bohater Armenii (orm. Հայաստանի ազգային հերոս, trans. Hayastani azgayin heros) – najwyższy tytuł honorowy Republiki Armenii. Został ustanowiony na mocy ustawy podpisanej przez prezydenta Lewona Ter-Petrosjana 22 kwietnia 1994 roku. Jest przyznawany „za wybitne zasługi o znaczeniu narodowym na rzecz Republiki Armenii w obronie i wzmacnianiu ustroju państwowego oraz kreowaniu ważnych wartości narodowych”. Wraz z tytułem jego odbiorcy otrzymują także Order Ojczyzny, najwyższe odznaczenie państwowe. Może być przyznawany zarówno obywatelom Republiki Armenii, jak też Ormianom żyjącym w diasporze, będącym obywatelami innych państw, a nawet cudzoziemcom zasłużonym na polu budowania dobrych relacji z Armenią i umacniania pozycji międzynarodowej Republiki Armenii. Tytuł powstał jako ormiański następca tytułu Bohatera Związku Radzieckiego, zniesionego wraz z odzyskaniem niepodległości przez Armenię.

## Odznaczeni
Pierwszym laureatem tytułu był katolikos Wazgen I, głowa kościoła ormiańskiego, który otrzymał go 28 lipca 1994 roku. Dotychczas tytułem Bohatera Armenii uhonorowano tylko 27 osób.
| Data                 | Odznaczony                          | Funkcja, zajęcie            |
| -------------------- | ----------------------------------- | --------------------------- |
| 28 lipca 1994        | Wazgen I                            | Katolikos Wszystkich Ormian |
| 11 października 1994 | Wiktor Ambarcumian                  | naukowiec                   |
| 14 października 1994 | Alex Manoogian                      | biznesmen, filantrop        |
| 20 września 1996     | Mowses Gorgisjan (pośmiertnie)      | aktywista, polityk          |
| 20 września 1996     | Geghaznik Mikaelian (pośmiertnie)   | dowódca wojskowy            |
| 20 września 1996     | Monte Melkonian (pośmiertnie)       | dowódca wojskowy            |
| 20 września 1996     | Tatul Krpejan (pośmiertnie)         | dowódca wojskowy            |
| 20 września 1996     | Witja Ajwazjan (pośmiertnie)        | aktywista, polityk          |
| 20 września 1996     | Jiwan Abrahamian (pośmiertnie)      | dowódca wojskowy            |
| 20 września 1996     | Jura Poghosjan (pośmiertnie)        | dowódca wojskowy            |
| 27 grudnia 1999      | Karen Demirczian (pośmiertnie)      | polityk                     |
| 27 grudnia 1999      | Wazgen Sarkisjan (pośmiertnie)      | polityk                     |
| 27 maja 2004         | Kirk Kerkorian                      | biznesmen, filantrop        |
| 27 maja 2004         | Charles Aznavour                    | piosenkarz, filantrop       |
| 5 grudnia 2008       | Nikołaj Ryżkow                      | polityk                     |
| 9 października 2017  | Eduardo Eurnekian                   | biznesmen, filantrop        |
| 30 grudnia 2017      | Ohannes Czekidżian                  | biznesmen, filantrop        |
| 18 sierpnia 2020     | Ruben Sanamian                      | dowódca wojskowy            |
| 27 sierpnia 2020     | Hrair Howakimian                    | chirurg-kardiolog           |
| 15 października 2020 | Wahagn Asatrian                     | dowódca wojskowy            |
| 22 października 2020 | Tiran Chaczatrian                   | dowódca wojskowy            |
| 22 października 2020 | Andranik Pilojan                    | dowódca wojskowy            |
| 22 października 2020 | Garegin Pogosian                    | dowódca wojskowy            |
| 27 stycznia 2021     | Tatul Ghazarian (pośmiertnie)       | dowódca wojskowy            |
| 27 stycznia 2021     | Hraczia Andreasian (pośmiertnie)    | dowódca wojskowy            |
| 27 stycznia 2021     | Gurgen Dalibaltajan (pośmiertnie)   | dowódca wojskowy            |
| 8 kwietnia 2021      | Arkady Ter-Tatewosjan (pośmiertnie) | dowódca wojskowy            |